# Gruffy
Gruffy este o comună în departamentul Haute-Savoie din sud-estul Franței. În 2009 avea o populație de 1.404 de locuitori.

## Evoluția populației
| An        | 1975 | 1982 | 1990 | 1999  | 2006  | 2009  |
| --------- | ---- | ---- | ---- | ----- | ----- | ----- |
| Populație | 530  | 602  | 833  | 1.157 | 1.382 | 1.404 |